# Incilius mccoyi
Incilius mccoyi es una especie de anfibio anuro de la familia Bufonidae.

## Distribución geográfica
Esta especie es endémica de México. Se encuentra en el suroeste de Chihuahua y el este de Sonora en la Sierra Madre Occidental.

## Etimología
Esta especie lleva el nombre en honor a Clarence John McCoy apodado Jack McCoy (1935-1993).

## Publicación original
- Santos Barrera & Flores Villela, 2011: A new species of toad of the genus Incilius from the Sierra Madre Occidental of Chihuahua, Mexico. Journal of Herpetology, vol. 45, n.º 2, p. 211-215.[3]